# Cryptotermes

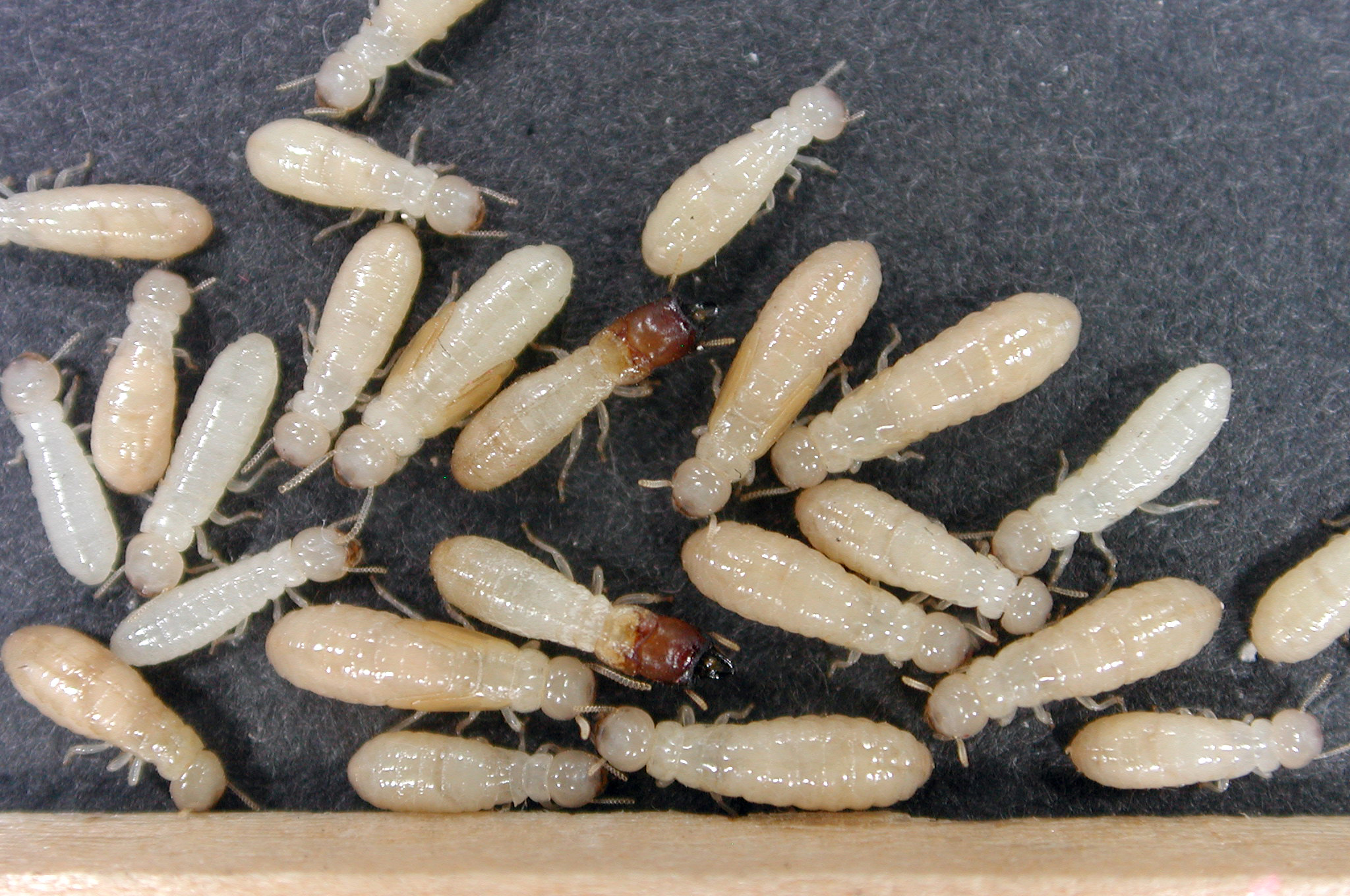
Cryptotermes secundus

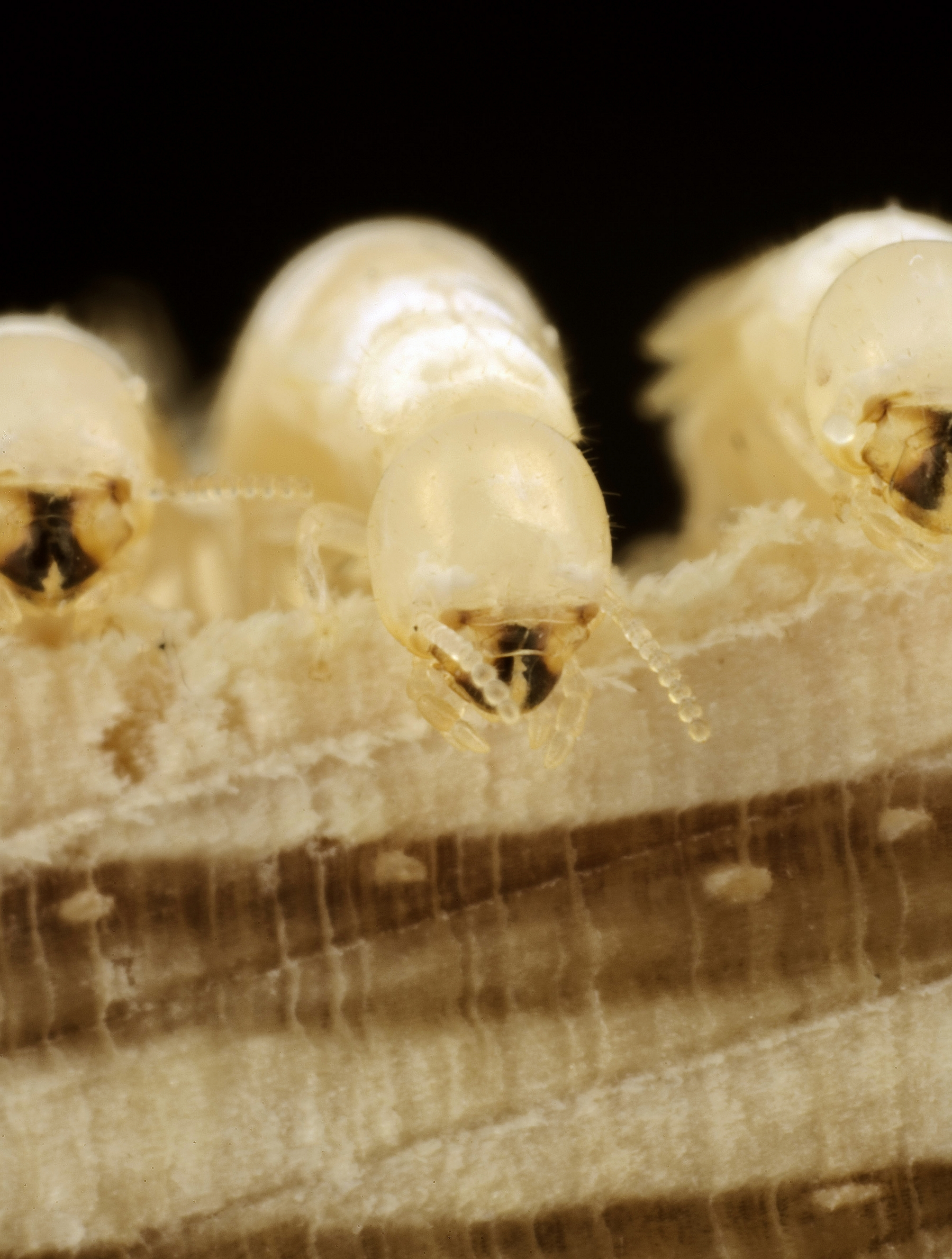
Cryptotermes domesticus

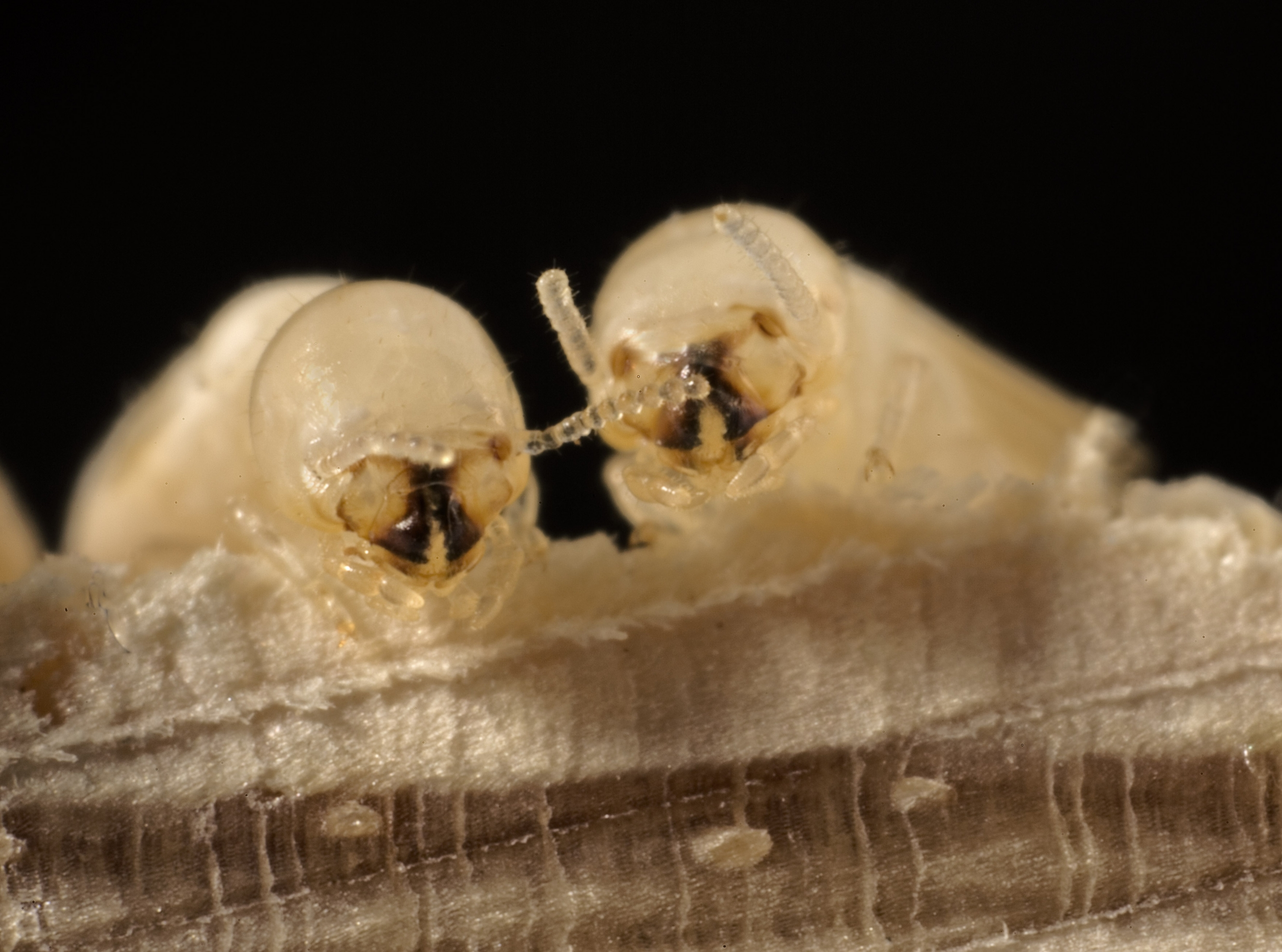
Cryptotermes domesticus

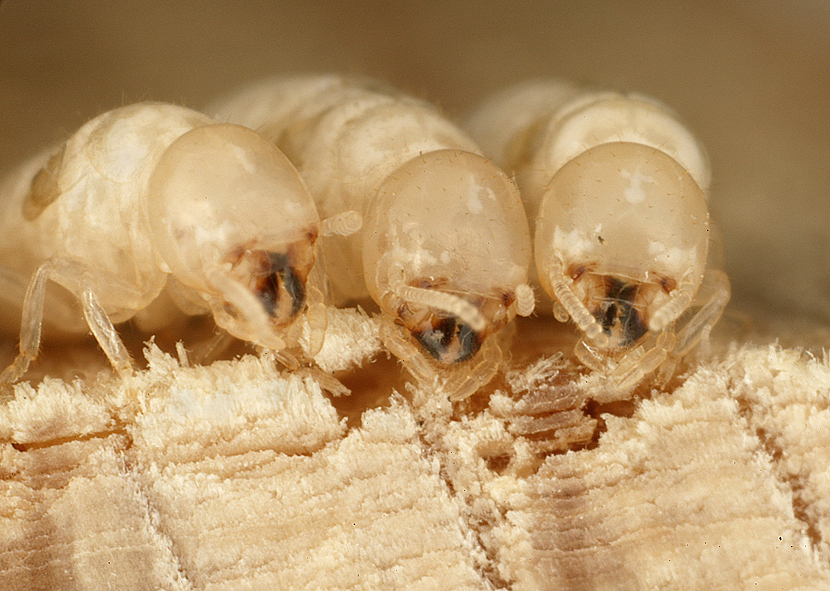
Cryptotermes domesticus

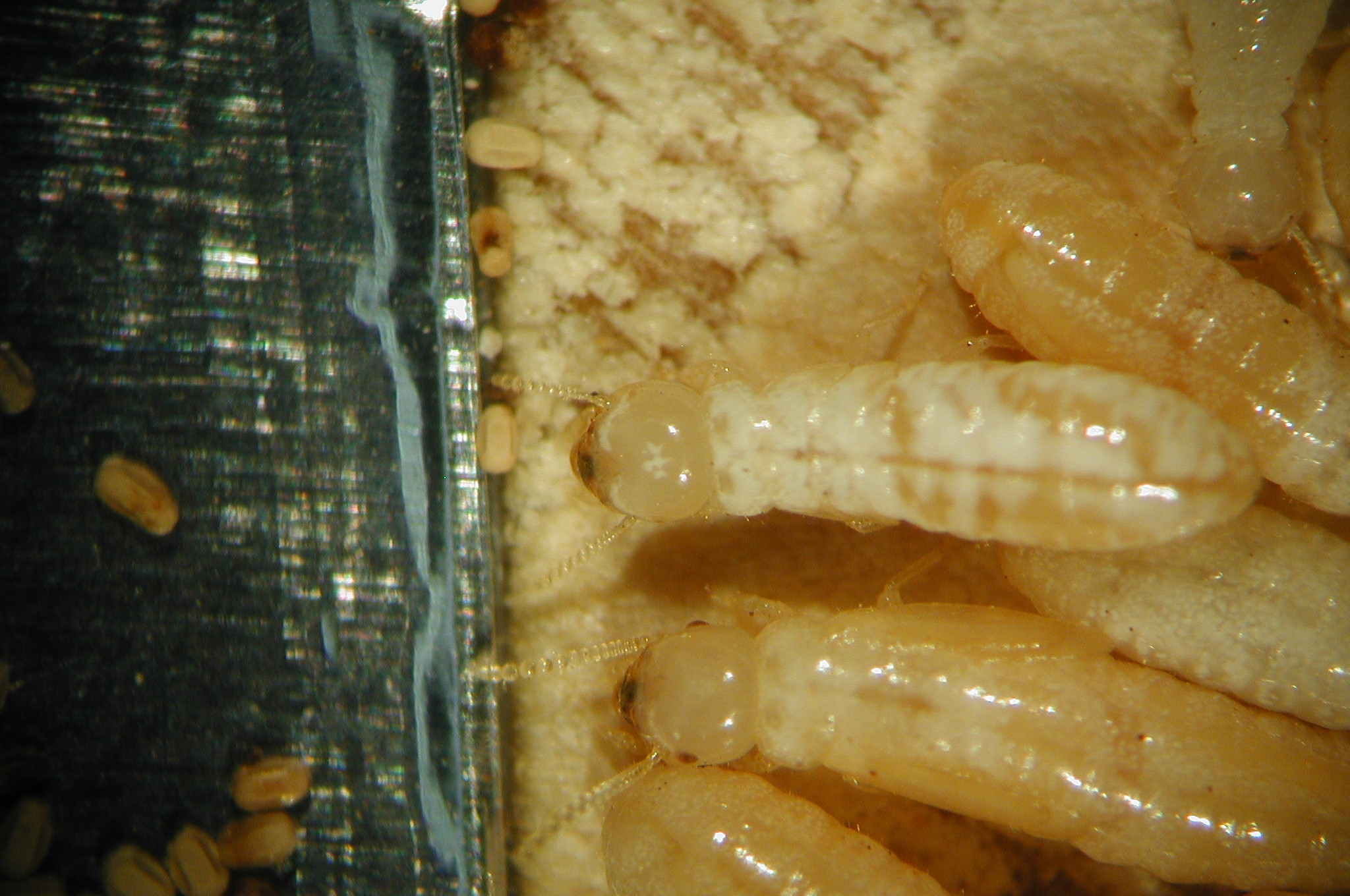
Cryptotermes domesticus

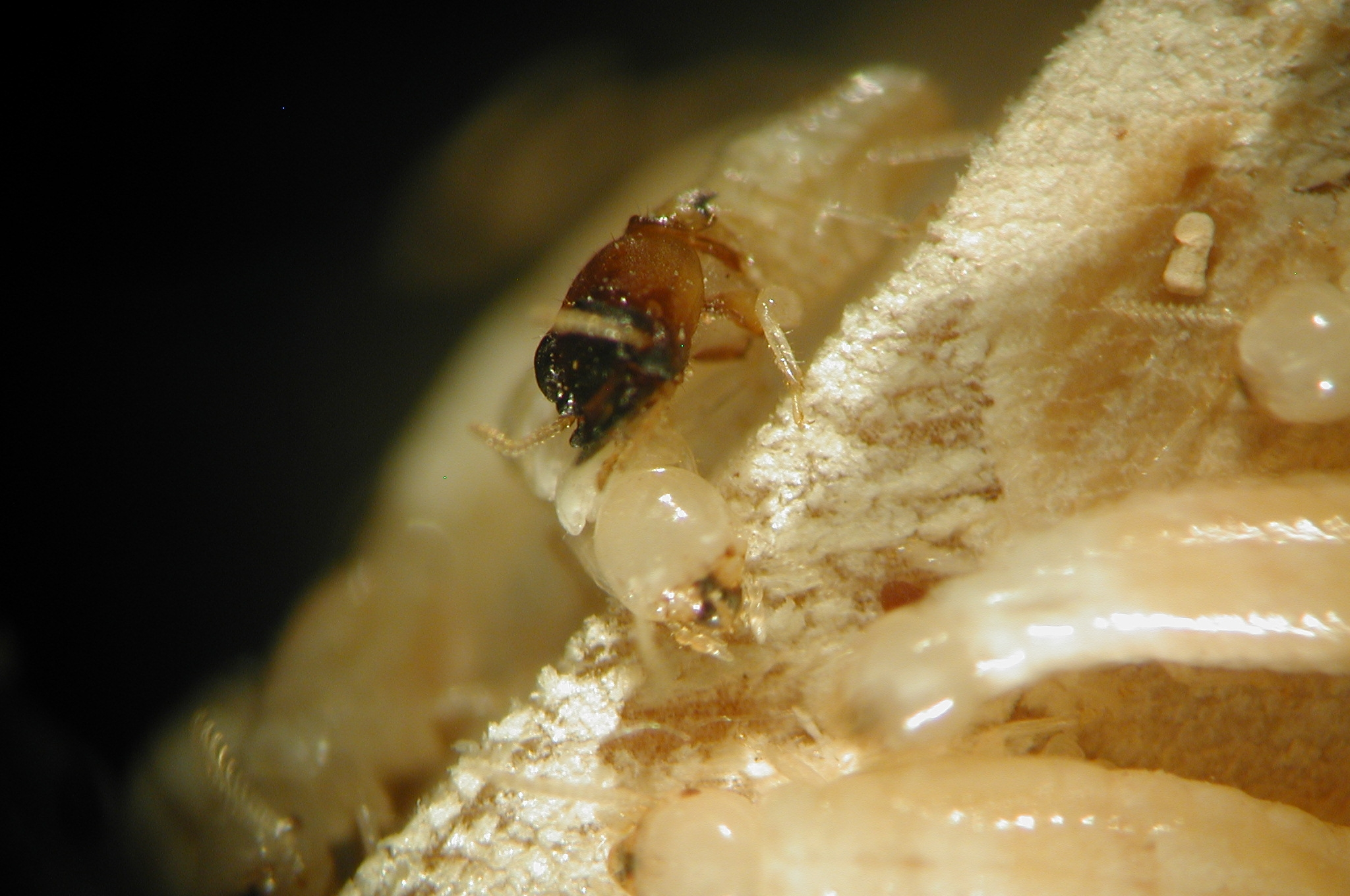
Cryptotermes domesticus

Cryptotermes (лат.) — род термитов семейства Kalotermitidae. Более 70 видов. Пантропическая группа, которая встречается повсеместно, кроме регионов умеренного климата.

## Распространение
Космополитная группа и одна из наиболее успешных среди термитов. Пять видов стали инвазивными: Cryptotermes havilandi, C. cynocephalus, C. dudleyi, C. brevis и C. domesticus. Кроме того, C. domesticus устойчив к соленой воде, биологическая черта, которая, по-видимому, повышает его способность выживать при перемещении в океане на большие расстояния на «плотах» в виде кусков дерева и, возможно, при путешествиях с участием человека.
В Неотропике встречается 32 вида из 72 известных (2023 год).

## Описание
Мелкие термиты. Пронотум шире головы. Семьи малочисленные. Усики 11—19-члениковые. Род Cryptotermes третий крупнейший род в семействе Kalotermitidae после родов Neotermes и Glyptotermes (Krishna, 1961). Виды Cryptotermes  встречаются во всех зоогеографических областях и являются важными вредителями древесных построек.

## Систематика
Более 70 видов. Снайдер (Snyder, 1949) относил к роду 26 видов, а Кришна (Krishna, 1961) только 23. Бакхус (Bacchus, 1987) в своей глобальной ревизии рода Cryptotermes, вместе с ревизиями Ориентальной и Австралийской фаун этого рода Хтонаи (Chhotani, 1970) и Гая и Уотсона (Gay and Watson, 1982), соответственно, довели общее число видов до 47 таксонов.
- Род Cryptotermes Banks, 1906[7]

- - Вид Cryptotermes abruptus Scheffrahn and Krecek, 1998
  - Вид Cryptotermes aequacornis Scheffrahn et Krecek, 1999[8]
  - Вид Cryptotermes albipes
  - Вид Cryptotermes angustinotus
  - Вид Cryptotermes austrinus
  - Вид Cryptotermes bengalensis  (Snyder, 1934)
  - Вид Cryptotermes bracketti
  - Вид Cryptotermes brevis (Walker, 1853)
  - Вид Cryptotermes camelus Scheffrahn, 2021[9]
  - Вид Cryptotermes canalensis
  - Вид Cryptotermes cavifrons Banks, 1906 typus
  - Вид Cryptotermes ceylonicus  Ranaweera, 1962
  - Вид Cryptotermes chacoensis
  - Вид Cryptotermes chasei  Scheffrahn
  - Вид Cryptotermes colombianus  Casalla et al., 2016
  - Вид Cryptotermes contognathus
  - Вид Cryptotermes crassicornis
  - Вид Cryptotermes cristatus
  - Вид Cryptotermes cryptognathus Scheffrahn et Krecek, 1999
  - Вид Cryptotermes cylindroceps Scheffrahn et Krecek, 1999
  - Вид Cryptotermes cymatofrons Scheffrahn et Krecek, 1999
  - Вид Cryptotermes cynocephalus Light, 1921 
  - Вид Cryptotermes darlingtonae Scheffrahn et Krecek, 1999
  - Вид Cryptotermes domesticus  (Haviland, 1898)
  - Вид Cryptotermes dudleyi  Banks
  - Вид Cryptotermes fatulus (Light, 1935) 
  - Вид Cryptotermes garifunae Scheffrahn, 2018
  - Вид Cryptotermes gearyi
  - Вид Cryptotermes hainanensis
  - Вид Cryptotermes havilandi (Sjostedt, 1900) 
  - Вид Cryptotermes hemicyclius  Bacchus
  - Вид Cryptotermes hilli
  - Вид Cryptotermes juliani Scheffrahn et Krecek, 1999
  - Вид Cryptotermes karachiensis
  - Вид Cryptotermes kirbyi
  - Вид Cryptotermes kororensis
  - Вид Cryptotermes longicollis (Banks, 1918) 
  - Вид Cryptotermes luodianis
  - Вид Cryptotermes maizgoldi Scheffrahn et Krecek, 1999
  - Вид Cryptotermes mangoldi
  - Вид Cryptotermes merwei
  - Вид Cryptotermes naudei
  - Вид Cryptotermes nitens Scheffrahn et Krecek, 1999
  - Вид Cryptotermes nitidus
  - Вид Cryptotermes pallidus
  - Вид Cryptotermes papulosus
  - Вид Cryptotermes parvifrons Scheffrahn et Krecek, 1999
  - Вид Cryptotermes penaoru
  - Вид Cryptotermes perforans
  - Вид Cryptotermes pingyangensis
  - † Вид Cryptotermes pouilloni Jouault & Nel, 2022
  - Вид Cryptotermes primus
  - Вид Cryptotermes pugnus Scheffrahn & Vasconcellos, 2023[3].
  - Вид Cryptotermes pyrodomus  Bacchus
  - Вид Cryptotermes queenslandis
  - Вид Cryptotermes rhicnocephalus  Bacchus
  - Вид Cryptotermes riverinae
  - Вид Cryptotermes roonwali
  - Вид Cryptotermes rotundiceps Scheffrahn et Krecek, 1999
  - Вид Cryptotermes secundus
  - Вид Cryptotermes silvestrii
  - Вид Cryptotermes simulatus
  - Вид Cryptotermes spathifrons Scheffrahn et Krecek, 1999
  - Вид Cryptotermes sukauensis
  - Вид Cryptotermes sumatrensis
  - Вид Cryptotermes thailandis
  - Вид Cryptotermes tropicalis
  - Вид Cryptotermes undulans Scheffrahn et Krecek, 1999[8]
  - Вид Cryptotermes venezolanus
  - Вид Cryptotermes verruculosus
  - другие